# Assemblée des cardinaux et archevêques de France
Pour les articles homonymes, voir ACA.
L'Assemblée des cardinaux et archevêques de France ou ACA, est une structure qui fonctionne à partir de 1919 dans le contexte de la loi de séparation des Églises et de l'État de 1905. Son activité cesse avec la création de la Conférence des évêques de France en 1964.

## Organisation
Jusqu'à sa mort en 1952, le secrétaire de la Commission permanente de l'ACA est Jean-Arthur Chollet, archevêque de Cambrai.
Le père Marie-Albert Janvier sera le représentant de l'ACA auprès de la Fédération nationale catholique, dans laquelle il dispose d'un siège au comité directeur dès sa création en 1934.

## Réalisations notables
Le 10 mars 1925, elle publie la Déclaration sur les lois dites de laïcité et les mesures à prendre pour les combattre. Reprenant la doctrine de Pie X et de son encyclique Vehementer nos, elle condamne la laïcisation de la société française et enjoint les catholiques à s'y opposer. Tout en légitimant la défense religieuse menées par certaines associations comme la Fédération nationale catholique, la Déclaration provoque également des débats houleux à la Chambre des députés où députés catholiques et anticléricaux s'opposent avec virulence sur la question de la laïcité.

## Historique des assemblées
La première assemblée a lieu le 19 février 1919. L'assemblée se réunit ensuite une fois par an en février ou mars jusqu'en 1940, où elle se réunit deux fois à Paris, les 20 et 21 février puis le 28 août 1940. En outre, une conférence épiscopale se tient à Lyon le 31 août 1940. Le dédoublement entre assemblée de la zone occupée à Paris autour des cardinaux Baudrillart et Suhard, et conférence de Lyon en zone libre autour des archevêques de Lyon Gerlier et de Cambrai Chollet réfugié à Vénissieux, dure jusqu'à la réunification des deux zones en 1942. En 1941 et 1942, l'ACA se réunit à Paris quatre fois par an en janvier, avril, juillet et octobre, en précédant de quelques jours six conférences épiscopales qui se déroulent à Lyon de janvier 1941 à avril 1942. Le rythme de quatre ACA par an est maintenu en février, avril, juillet et octobre 1943, puis il est de deux par an — février et octobre — en 1944, trois par an — février-mars, juillet, octobre-novembre — en 1945 et 1946, puis de deux par an — février-mars et octobre-novembre — de 1947 à 1964.
En 1951, l'ACA se réunit en février-mars, puis le 5 avril, juste avant la première d'une série de quatre Assemblées plénières de l'épiscopat français qui ont lieu ensuite tous les trois ans en 1954, 1957 et 1960.
La 77e ACA a lieu non pas en France mais à Rome, le 19 octobre 1963, parallèlement à la deuxième session du concile Vatican II.
La 78e et dernière ACA a lieu du 26 au 28 février 1964.
| Assemblée des cardinaux et archevêques (1919–1964) | Assemblée des cardinaux et archevêques (1919–1964) | Conférence épiscopale de Lyon (1940–1942) | Conférence épiscopale de Lyon (1940–1942) | Assemblée plénière de l'épiscopat (1951–1960) | Assemblée plénière de l'épiscopat (1951–1960) |
| No                                                 | Dates                                              | No                                        | Dates                                     | No                                            | Dates                                         |
| -------------------------------------------------- | -------------------------------------------------- | ----------------------------------------- | ----------------------------------------- | --------------------------------------------- | --------------------------------------------- |
| 1                                                  | 19 fév. 1919                                       |                                           |                                           |                                               |                                               |
| 2                                                  | 9 mars 1920                                        |                                           |                                           |                                               |                                               |
| 3                                                  | 1er mars 1921                                      |                                           |                                           |                                               |                                               |
| 4                                                  | 14 mars 1922                                       |                                           |                                           |                                               |                                               |
| 5                                                  | 27 – 28 fév. 1923                                  |                                           |                                           |                                               |                                               |
| 6                                                  | 18 – 19 mars 1924                                  |                                           |                                           |                                               |                                               |
| 7                                                  | 10 – 11 mars 1925                                  |                                           |                                           |                                               |                                               |
| 8                                                  | 2 – 3 mars 1926                                    |                                           |                                           |                                               |                                               |
| 9                                                  | 15 – 16 mars 1927                                  |                                           |                                           |                                               |                                               |
| 10                                                 | 7 – 8 mars 1928                                    |                                           |                                           |                                               |                                               |
| 11                                                 | 26 – 27 fév. 1929                                  |                                           |                                           |                                               |                                               |
| 12                                                 | 18 – 19 mars 1930                                  |                                           |                                           |                                               |                                               |
| 13                                                 | 3 – 4 mars 1931                                    |                                           |                                           |                                               |                                               |
| 14                                                 | 23 – 24 fév. 1932                                  |                                           |                                           |                                               |                                               |
| 15                                                 | 14 – 17 mars 1933                                  |                                           |                                           |                                               |                                               |
| 16                                                 | 27 fév. – 2 mars 1934                              |                                           |                                           |                                               |                                               |
| 17                                                 | 19 – 22 mars 1935                                  |                                           |                                           |                                               |                                               |
| 18                                                 | 10 – 13 mars 1936                                  |                                           |                                           |                                               |                                               |
| 19                                                 | 23 – 26 fév. 1937                                  |                                           |                                           |                                               |                                               |
| 20                                                 | 15 – 18 mars 1938                                  |                                           |                                           |                                               |                                               |
| 21                                                 | 21 – 22 mars 1939                                  |                                           |                                           |                                               |                                               |
| 22                                                 | 20 – 21 fév. 1940                                  |                                           |                                           |                                               |                                               |
| Invasion de la France (10 mai – 25 juin 1940)      |                                                    |                                           |                                           |                                               |                                               |
| 23                                                 | 28 août 1940                                       | 1                                         | 31 août 1940                              |                                               |                                               |
| 24                                                 | 15 janv. 1941                                      | 2                                         | 5 – 6 fév. 1941                           |                                               |                                               |
| 25                                                 | 23 avr. 1941                                       | 3                                         | 17 – 18 avr. 1941                         |                                               |                                               |
| 26                                                 | 24 – 25 juill. 1941                                | 4                                         | 4 – 5 sept. 1941                          |                                               |                                               |
| 27                                                 | 16 – 17 oct. 1941                                  | 5                                         | 14 nov. 1941                              |                                               |                                               |
| 28                                                 | 14 – 15 janv. 1942                                 | 6                                         | 12 – 13 janv. 1942                        |                                               |                                               |
| 29                                                 | 15 – 16 avr. 1942                                  | 7                                         | 16 – 17 juin 1942                         |                                               |                                               |
| 30                                                 | 21 – 22 juill. 1942                                |                                           |                                           |                                               |                                               |
| 31                                                 | 20 – 21 oct. 1942                                  |                                           |                                           |                                               |                                               |
| Invasion de la zone libre (novembre 1942)          |                                                    |                                           |                                           |                                               |                                               |
| 32                                                 | 20 – 21 janv. 1943                                 |                                           |                                           |                                               |                                               |
| 33                                                 | 7 – 8 avr. 1943                                    |                                           |                                           |                                               |                                               |
| 34                                                 | 28 – 29 juill. 1943                                |                                           |                                           |                                               |                                               |
| 35                                                 | 20 – 21 oct. 1943                                  |                                           |                                           |                                               |                                               |
| 36                                                 | 16 – 18 fév. 1944                                  |                                           |                                           |                                               |                                               |
| 37                                                 | 18 – 19 oct. 1944                                  |                                           |                                           |                                               |                                               |
| 38                                                 | 28 fév. – 2 mars 1945                              |                                           |                                           |                                               |                                               |
| 39                                                 | 18 – 20 janv. 1945                                 |                                           |                                           |                                               |                                               |
| 40                                                 | 13 – 14 nov. 1945                                  |                                           |                                           |                                               |                                               |
| 41                                                 | 12 – 14 mars 1946                                  |                                           |                                           |                                               |                                               |
| 42                                                 | 25 – 26 juin 1946                                  |                                           |                                           |                                               |                                               |
| 43                                                 | 22 – 24 oct. 1946                                  |                                           |                                           |                                               |                                               |
| 44                                                 | 5 – 7 mars 1947                                    |                                           |                                           |                                               |                                               |
| 45                                                 | 15 – 17 oct. 1947                                  |                                           |                                           |                                               |                                               |
| 46                                                 | 2 – 4 mars 1948                                    |                                           |                                           |                                               |                                               |
| 47                                                 | 19 – 21 oct. 1948                                  |                                           |                                           |                                               |                                               |
| 48                                                 | 15 – 17 mars 1949                                  |                                           |                                           |                                               |                                               |
| 49                                                 | 18 – 20 oct. 1949                                  |                                           |                                           |                                               |                                               |
| 50                                                 | 14 – 16 mars 1950                                  |                                           |                                           |                                               |                                               |
| 51                                                 | 17 – 19 oct. 1950                                  |                                           |                                           |                                               |                                               |
| 52                                                 | 28 fév. – 1er mars 1951 5 avril 1951               |                                           |                                           | 1                                             | 3 – 4 avr. 1951                               |
| 53                                                 | 16 – 18 oct. 1951                                  |                                           |                                           |                                               |                                               |
| 54                                                 | 12 – 14 mars 1952                                  |                                           |                                           |                                               |                                               |
| 55                                                 | 15 – 17 oct. 1952                                  |                                           |                                           |                                               |                                               |
| 56                                                 | 4 – 6 mars 1953                                    |                                           |                                           |                                               |                                               |
| 57                                                 | 14 – 16 oct. 1953                                  |                                           |                                           |                                               |                                               |
| 58                                                 | 10 – 11 mars 1954                                  |                                           |                                           | 2                                             | 26 – 28 avr. 1954                             |
| 59                                                 | 13 – 15 oct. 1954                                  |                                           |                                           |                                               |                                               |
| 60                                                 | 9 – 11 mars 1955                                   |                                           |                                           |                                               |                                               |
| 61                                                 | 12 – 14 oct. 1955                                  |                                           |                                           |                                               |                                               |
| 62                                                 | 29 fév. – 2 mars 1956                              |                                           |                                           |                                               |                                               |
| 63                                                 | 17 – 19 oct. 1956                                  |                                           |                                           |                                               |                                               |
| 64                                                 | 13 – 14 mars 1957                                  |                                           |                                           | 3                                             | 29 – 1er mai 1957                             |
| 65                                                 | 16 – 18 oct. 1957                                  |                                           |                                           |                                               |                                               |
| 66                                                 | 5 – 7 mars 1958                                    |                                           |                                           |                                               |                                               |
| 67                                                 | 27 – 28 nov. 1958                                  |                                           |                                           |                                               |                                               |
| 68                                                 | 4 – 6 mars 1959                                    |                                           |                                           |                                               |                                               |
| 69                                                 | 14 – 16 oct. 1959                                  |                                           |                                           |                                               |                                               |
| 70                                                 | 16 – 18 mars 1960                                  |                                           |                                           | 4                                             | 25 – 27 avr. 1960                             |
| 71                                                 | 12 – 14 oct. 1960                                  |                                           |                                           |                                               |                                               |
| 72                                                 | 1er – 3 mars 1961                                  |                                           |                                           |                                               |                                               |
| 73                                                 | 11 – 13 oct. 1961                                  |                                           |                                           |                                               |                                               |
| 74                                                 | 21 – 23 mars 1962                                  |                                           |                                           |                                               |                                               |
| 75                                                 | 15 nov. 1962                                       |                                           |                                           |                                               |                                               |
| 76                                                 | 13 – 15 mars 1963                                  |                                           |                                           |                                               |                                               |
| 77                                                 | 19 oct. 1963                                       |                                           |                                           |                                               |                                               |
| 78                                                 | 26 – 28 fév. 1964                                  |                                           |                                           |                                               |                                               |